# 黑侏儒蛛
黑侏儒蛛（学名：Meioneta nigra）为皿蛛科侏儒蛛属的动物。分布于日本以及中国大陆的吉林、内蒙古、甘肃、青海、河北、四川等地，主要栖息于草丛和矮杆作物田。该物种的模式产地在日本。
其种加词“nigra”意为“黑色的，暗色的”。